# حمرية جنوبة إفريقية
حمرية جنوبة أفريقية (الاسم العلمي:Erythrina caffra) هي نوع من النباتات تتبع جنس الحمرية من الفصيلة البقولية.